# Les Moitiers-d'Allonne
Les Moitiers-d'Allonne és un municipi francès situat al departament de la Manche i a la regió de Normandia. L'any 2007 tenia 667 habitants.

## Demografia

### Població
El 2007 la població de fet de Les Moitiers-d'Allonne era de 667 persones. Hi havia 282 famílies de les quals 76 eren unipersonals (32 homes vivint sols i 44 dones vivint soles), 95 parelles sense fills, 99 parelles amb fills i 12 famílies monoparentals amb fills.
La població ha evolucionat segons el següent gràfic:
Habitants censats

### Habitatges
El 2007 hi havia 432 habitatges, 283 eren l'habitatge principal de la família, 135 eren segones residències i 14 estaven desocupats. 410 eren cases i 11 eren apartaments. Dels 283 habitatges principals, 230 estaven ocupats pels seus propietaris, 48 estaven llogats i ocupats pels llogaters i 6 estaven cedits a títol gratuït; 23 tenien dues cambres, 40 en tenien tres, 67 en tenien quatre i 153 en tenien cinc o més. 240 habitatges disposaven pel capbaix d'una plaça de pàrquing. A 107 habitatges hi havia un automòbil i a 148 n'hi havia dos o més.

### Piràmide de població
La piràmide de població per edats i sexe el 2009 era:
| Homes | Edats   | Dones |
| ----- | ------- | ----- |
| 0     | 95 o +  | 1     |
| 2     | 90 a 94 | 4     |
| 2     | 85 a 89 | 5     |
| 1     | 80 a 84 | 6     |
| 12    | 75 a 79 | 13    |
| 19    | 70 a 74 | 23    |
| 15    | 65 a 69 | 19    |
| 16    | 60 a 64 | 16    |
| 15    | 55 a 59 | 8     |
| 25    | 50 a 54 | 18    |
| 20    | 45 a 49 | 24    |
| 31    | 40 a 44 | 20    |
| 23    | 35 a 39 | 27    |
| 18    | 30 a 34 | 16    |
| 18    | 25 a 29 | 10    |
| 14    | 20 a 24 | 16    |
| 27    | 15 a 19 | 32    |
| 17    | 10 a 14 | 24    |
| 11    | 5 a 9   | 17    |
| 14    | 0 a 4   | 13    |

## Economia
El 2007 la població en edat de treballar era de 433 persones, 299 eren actives i 134 eren inactives. De les 299 persones actives 274 estaven ocupades (150 homes i 124 dones) i 25 estaven aturades (7 homes i 18 dones). De les 134 persones inactives 63 estaven jubilades, 33 estaven estudiant i 38 estaven classificades com a «altres inactius».

### Ingressos
El 2009 a Les Moitiers-d'Allonne hi havia 274 unitats fiscals que integraven 629 persones, la mediana anual d'ingressos fiscals per persona era de 15.960 €.

### Activitats econòmiques
Dels 21 establiments que hi havia el 2007, 2 eren d'empreses extractives, 4 d'empreses de construcció, 3 d'empreses de comerç i reparació d'automòbils, 2 d'empreses de transport, 1 d'una empresa d'hostatgeria i restauració, 2 d'empreses d'informació i comunicació, 3 d'empreses financeres, 2 d'empreses immobiliàries, 1 d'una empresa de serveis i 1 d'una empresa classificada com a «altres activitats de serveis».
Dels 5 establiments de servei als particulars que hi havia el 2009, 1 era un taller de reparació d'automòbils i de material agrícola, 2 fusteries, 1 lampisteria i 1 restaurant.
L'any 2000 a Les Moitiers-d'Allonne hi havia 37 explotacions agrícoles que ocupaven un total de 1.054 hectàrees.

## Equipaments sanitaris i escolars
El 2009 hi havia una escola elemental.

## Poblacions més properes
El següent diagrama mostra les poblacions més properes.